# Unione Sportiva Ivrea Calcio 2004-2005
Questa voce raccoglie le informazioni riguardanti l'Unione Sportiva Ivrea Calcio nelle competizioni ufficiali della stagione 2004-2005.

## Rosa
| N. |                   | Ruolo | Calciatore           |
| -- | ----------------- | ----- | -------------------- |
|    | Italia (bandiera) | C     | Giovanni Abate       |
|    | Italia (bandiera) | A     | Alessandro Andreini  |
|    | Italia (bandiera) | A     | Fabio Artico         |
|    | Italia (bandiera) | A     | Marco Bergatin       |
|    | Italia (bandiera) | C     | Valerio Biale        |
|    | Italia (bandiera) | P     | Alessandro Caparco   |
|    | Italia (bandiera) | D     | Stefano Conficconi   |
|    | Italia (bandiera) | C     | Gianluca Corbani     |
|    | Italia (bandiera) | C     | Davide Cordone       |
|    | Italia (bandiera) | D     | Maurizio De Pasquale |
|    | Italia (bandiera) | C     | Roberto Fogli        |
|    | Italia (bandiera) | D     | Marco Magnano        |
|    | Italia (bandiera) | D     | Alberto Mantelli     |
|    | Italia (bandiera) | A     | Salvatore Mirisola   |

| N. |                    | Ruolo | Calciatore             |
| -- | ------------------ | ----- | ---------------------- |
|    | Italia (bandiera)  | C     | Mirko Monetta          |
|    | Italia (bandiera)  | P     | Luca Mordenti          |
|    | Italia (bandiera)  | D     | Stefano Murante        |
|    | Italia (bandiera)  | D     | Claudio Patti          |
|    | Italia (bandiera)  | C     | Stefano Rondinella     |
|    | Italia (bandiera)  | C     | Marco Roscio           |
|    | Italia (bandiera)  | C     | Andrea Rosso           |
|    | Italia (bandiera)  | A     | Manuel Sinato          |
|    | Brasile (bandiera) | C     | Siumar Ferreira Nazaré |
|    | Italia (bandiera)  | A     | Ivano Sorrentino       |
|    | Italia (bandiera)  | D     | Ivan Tolotti           |
|    | Italia (bandiera)  | D     | Filippo Vianello       |
|    | Italia (bandiera)  | D     | Giuseppe Zappella      |
|    | Italia (bandiera)  | C     | Andrea Zucco           |